# هوگلند
هوگلند (به هلندی: Hoogland) یک منطقهٔ مسکونی در هلند است که در آمرسفورت واقع شده‌است. هوگلند ۱۰٬۵۸۷ نفر جمعیت دارد.